# ورزشگاه اتاپیو
ورزشگاه اتاپیو یک ورزشگاه ورزشی در اتاپیو، لائوس است که توسط تیم فوتبال هوانگ آن اتاپیو در لیگ لائوس مورد استفاده قرار می‌گیرد.